# ロマン・シカール
ロマン・シカール（Romain Sicard、1988年1月1日 - ）は、フランス、バイヨンヌ出身の自転車競技（ロードレース）選手。

## 経歴
2009年
- ツール・ド・ラブニール 総合優勝
- 世界選手権・U23個人ロードレース 優勝

2010年、エウスカルテル・エウスカディに移籍。
2012年
- ブエルタ・ア・エスパーニャ 初出場、総合44位

2013年
- ツール・ド・フランス 初出場、総合122位

2014年、チーム・ヨーロッパカーに移籍。
2016年、ディレクト・エネルジーに移籍。
2021年シーズンを以て現役を引退した。
2023年シーズンより古巣のチーム・トタルエネルジーにてアシスタント・スポーツディレクターを務めている。